# Estado Mayor Conjunto de los Estados Unidos

Emblema del Estado Mayor Conjunto

El Estado Mayor Conjunto o Junta de Jefes de Estado Mayor (en inglés: Joint Chiefs of Staff, abreviado JCS) es la máxima cúpula militar que comprende a los jefes de Estado Mayor de cada una de las principales ramas de las Fuerzas Armadas de los Estados Unidos.

## Historia
Después de la guerra de Secesión el tamaño de las Fuerzas Armadas aumentó, lo que dificultó la realización de acciones conjuntas entre la Armada y el Ejército. Como consecuencia de las críticas públicas sobre la falta de organización en Guerra Hispano-Estadounidense, en 1903 se creó el Consejo Conjunto del Ejército y la Armada (Joint Army and Navy Board). Esta estaba formada por los jefes de las dos ramas con el objetivo de planificar operaciones conjuntas y resolver problemas que afectasen a ambos.

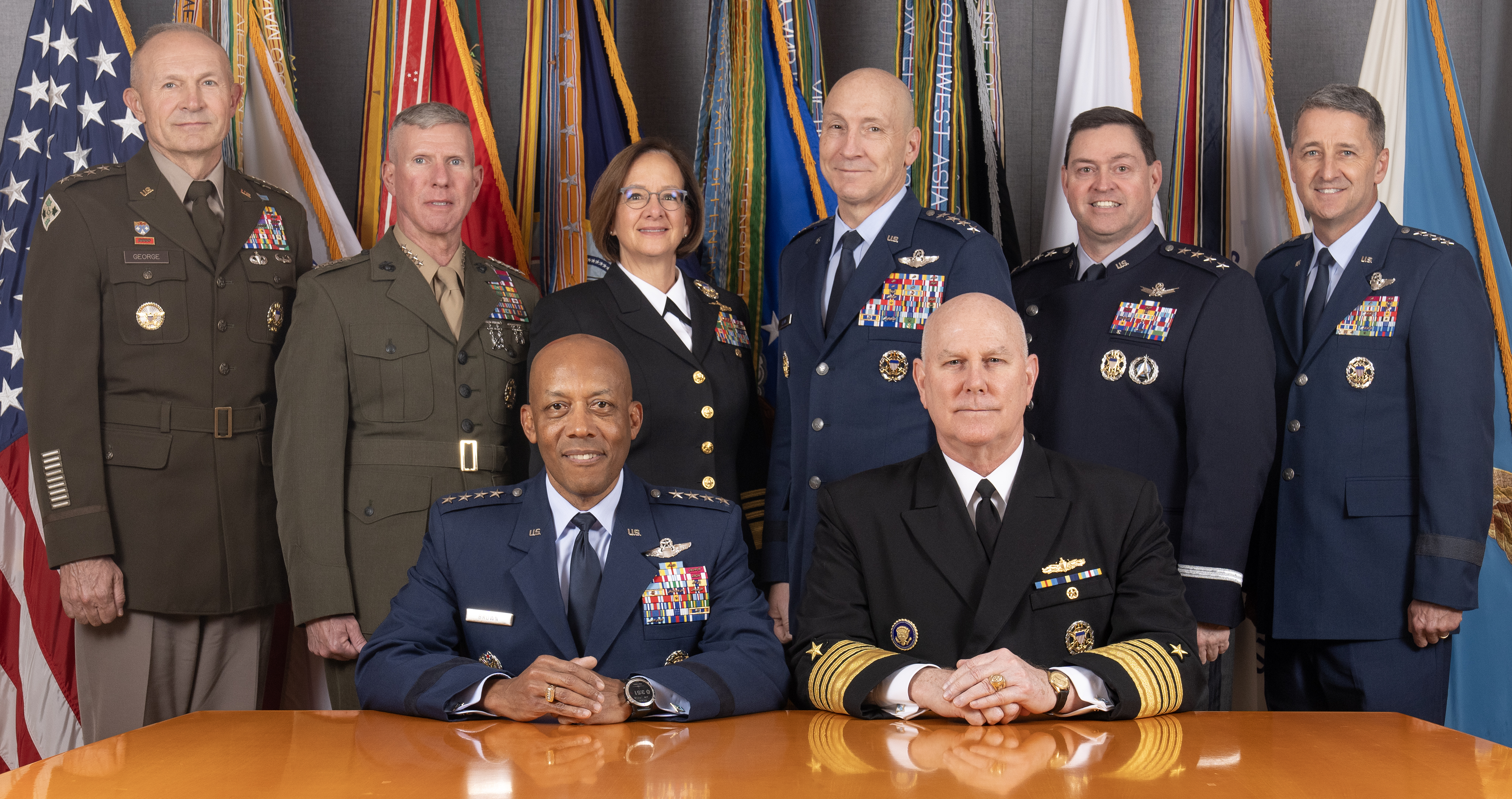
Miembros en 2024

Sin embargo, el Consejo Conjunto no cumplió con su cometido debido a que no recibió autoridad para poner en práctica sus decisiones. Además, el Consejo Conjunto carecía de la habilidad para crearse sus propias opiniones, limitándose a comentar los problemas enviados por los Secretarios de la Armada y el Ejército. Como resultado, el Consejo Conjunto tuvo poco impacto en la manera como los Estados Unidos llevaron a cabo sus operaciones en la Primera Guerra Mundial.

## Representantes en el Estado Mayor Conjunto actual
| Nombre | Nombre                         | Cargo                                    | Rama              |
| ------ | ------------------------------ | ---------------------------------------- | ----------------- |
|        | General Mark A. Milley         | Presidente del Estado Mayor Conjunto     | Ejército          |
|        | Almirante Christopher W. Grady | Vicepresidente del Estado Mayor Conjunto | Armada            |
|        | General Randy A. George        | Jefe de Estado Mayor del Ejército        | Ejército          |
|        | General David H. Berger        | Comandante del Cuerpo de Marines         | Cuerpo de Marines |
|        | Almirante Lisa Franchetti      | Jefa de Operaciones Navales              | Armada            |
|        | General Charles Q. Brown Jr.   | Jefe de Estado Mayor de la Fuerza Aérea  | Fuerza Aérea      |
|        | General B. Chance Saltzman     | Jefe de Operaciones Espaciales           | Fuerza Espacial   |
|        | General Daniel R. Hokanson     | Jefe de la Guardia Nacional              | Ejército          |